# ざわ…ざわ…ざ‥ざわ……ざわ
『ざわ…ざわ…ざ‥ざわ……ざわ』は、日本のロックバンド・マキシマム ザ ホルモンの6枚目のシングルの名称。2005年11月16日発売。発売元はVAP。販売価格は￥1193（“いい草”価格）。

## 概要
初回特典には、弁当などの仕切りに使われる葉欄（ばらん）が封入されていた。この葉欄は、2009年9月3日（草の日）のフリーライブ「草〜えのん〜」のチケット代わりになる。また、今作には、シークレットトラックが収録されている。

## 収録曲
- 作詞・作曲：マキシマムザ亮君（#1〜3）
- 作詞・作曲：甲本ヒロト（#4）

1. What's up, people?!
  - 日本テレビ系アニメ『DEATH NOTE』後期オープニングテーマ
  - 日本テレビ系『女優魂』エンディングテーマ
  - 日本テレビ系『爆笑問題のススメ』エンディングテーマ
  - 日本テレビ系『ロンQ!ハイランド』エンディングテーマ(2005年10月〜12月度)
  - 北海道テレビ放送系『NO MATTER BOARD』オープニングテーマ
  - テレビ埼玉『HOT WAVE』エンディングテーマ
2. アカギ
  - 日本テレビ系アニメ『闘牌伝説アカギ 〜闇に舞い降りた天才〜』エンディングテーマ
  - アニメの内容を意識して、歌詞には麻雀の用語が多く使われている。ちなみに、ギターのマキシマムザ亮君はこの漫画の大ファンとのこと。
3. ブラック￥パワーGメンスパイ
  - 日本テレビ系ドラマ『QP』エンディングテーマ
  - 曲の後半にマキシマムザ亮君によるギターのチョッパーと上ちゃんのベースのチョッパーの掛け合いが数秒ある。しかし、亮君の成功率が低いためライブでは上ちゃんが亮君の分も担当している。
4. 皆殺しのメロディ
  - THE BLUE HEARTSの同名曲のカバー。トリビュートアルバム「THE BLUE HEARTS SUPER TRIBUTE」収録のものとアレンジは同一だが本作のために再録している。歌詞は一部改変されているが、歌詞カードにはオリジナルの歌詞が掲載されている。マキシマムザ亮君が、THE BLUE HEARTSの曲の中で一番好きな曲と語っている。